# Der nackte Affe
Der nackte Affe (engl. The Naked Ape. A Zoologist's Study of the Human Animal) ist ein 1967 erschienenes Buch des britischen Zoologen Desmond Morris. Morris beschreibt darin wissenschaftliche Erkenntnisse über die Entwicklungsgeschichte und das Wesen von Menschen laienverständlich. Es wurde in 23 Sprachen übersetzt und in mehreren Fortsetzungen in der britischen Zeitung Daily Mirror abgedruckt. Der Titel bezieht sich darauf, dass von den 193 verschiedenen existierenden irdischen Primatenarten nur der Mensch kein Fell besitzt.

## Inhalt
Der Autor stellt in diesem Buch wesentliche Aspekte des menschlichen Seins dar. Zunächst beschreibt er die Herkunft und entwicklungsgeschichtliche Entstehung der menschlichen Spezies, dann die menschliche Sexualität und ihre evolutionäre Bedeutung. Im Folgenden beschreibt er die Aufzucht, die Erziehung und die Behandlung des Nachwuchses, und schließlich Aspekte wie Neugier, Kampf, Nahrungsaufnahme und Körperpflege.
Volker Sommer urteilte über das Werk: „Der Zoologe Desmond Morris, eigentlich aus dem sittenstrengen England, war im Jahre 1967 sogar der west-deutschen Studentenrevolte voraus, als er sein Buch The Naked Ape (Der nackte Affe) veröffentlichte. Denn Morris war ungeniert und verglich, ohne zimperlich zu sein, das Sexualverhalten von Menschen mit dem von anderen Tieren – speziell dem von Affen und Menschenaffen.“

## Kritik
Die Savannen-Hypothese der menschlichen Evolution, die Morris darstellt, gilt heute als überholt. Die als Kritik an Morris’ Werk von Elaine Morgan propagierte Wasseraffen-Theorie gilt in Fachkreisen gleichfalls als überholt.
Der aktuelle Stand zur evolutiven Herausbildung des Merkmalsgefüges, das für den anatomisch modernen Menschen (Homo sapiens) charakteristisch ist, wird unter Hominisation dargestellt.

## Ausgaben
- Desmond Morris: Der nackte Affe. Droemer Knaur Verlag, München, Zürich 1968. – 26. Auflage, 1995, ISBN 3-426-03224-4.